# De Joodse begraafplaats
De joodse begraafplaats is een schilderij van Jacob Isaackszoon van Ruisdael. Van Ruisdael schilderde het rond 1650. Momenteel bevindt het zich in het Detroit Institute of Arts.

Landschap met een hut (1646) · De Joodse begraafplaats (ca. 1650) · Gezicht op Haarlem uit het noordwesten, met de blekerijen op de voorgrond (1650-82) · Gezicht op kasteel Bentheim (1653) · Heuvelachtig korenveld (ca. 1660) · Het Huis Kostverloren aan de Amstel (1660-1682) · Gezicht op het Damrak in Amsterdam (ca. 1670) · De molen bij Wijk bij Duurstede (ca. 1670) · Gezicht op Haarlem met bleekvelden (1670-75) · Gezicht op Amsterdam vanaf de Amsteldijk (1681-82)